# John Heaton
John Heaton (n. septembrie 1908, New Haven, Connecticut, SUA – d. 10 septembrie 1976, Paris, Île-de-France, Franța) a fost un sportiv ce a reprezentat Statele Unite ale Americii, medaliat olimpic. A participat la 3 ediții ale Jocurilor Olimpice (1928, 1932, 1948) în care a câștigat două medalii de argint și o medalie de bronz în probele de bob și scheleton.